# Опікун (фільм, 1970)
«Опікун» (рос. «Опекун») — радянська кінокомедія режисерів Альберта Мкртчяна і Едгара Ходжикяна знята на кіностудії Мосфільм у 1970 році.

## Сюжет
Молодий і привабливий дармоїд Міша Короєдов живе за принципом: Що б не робити, аби нічого не робити! За рекомендацією своєї нової знайомої, він грає роль опікуна її сусідки, літньої господарки власного будинку в курортному місті. У надії на швидку гіпотетичну спадщину, Міша змушений виконувати численні завдання своєї підопічної.
Неодноразово друг Короєдова — Тебеньков, застерігає Мішу від надмірної старанності і радить знайти менш клопітке заняття. «Опікун», що закохався в Любу, стає на шлях виправлення після її зізнання, що старенька зовсім не безпорадна, а навмисне вибирає собі в помічники когось із відчайдушних ледарів, щоб тому довелося неабияк потрудитися.

## У ролях
- Олександр Збруєв — Міша Короєдов, дармоїд
- Георгій Віцин — Олексій Павлович Тебеньков, алкоголік і дармоїд
- Клара Лучко — Люба
- Ірина Мурзаєва — Антоніна Іванівна Прокопчук
- Костянтин Сорокін — Митрій Прокопович Самородов, самогонщик
- Гурген Тонунц — Омар Леванович, капітан буксира
- Валентин Грачов — Саша, однокласник Короєдова
- Лариса Віккел — дівчина Саші
- Муза Крепкогорська — Тата
- Євген Тетерін — Кирило Іванович
- Герман Качин — Костя
- Микола Сморчков — голова райвиконкому Забалуйська
- Володя Діянов — Вова Фірсов
- Володимир Ферапонтов — телеведучий

## Знімальна група
- Автор сценарію: Самуїл Шатров
- Режисер-постановник: Альберт Мкртчян, Едгар Ходжікян
- Оператор-постановник: Михайло Коропцов
- Композитор: Павло Аєдоницький
- Художник-постановник: Анатолій Кузнецов